# Чукуда
Чукуда — река в России, протекает по Башкортостану. Правый приток реки Бирь.
Длина реки составляет 26 км. Берёт начало в Мишкинском районе, в 1 км к северу от села Ленинское. От истока течёт немного на северо-восток и поворачивает на юг. Среднее течение проходит по лесу. В низовьях течёт по Бирскому району и впадает в Бирь по правому берегу в 51 км от его устья, в 2 км к северу от села Емашево. Сток зарегулирован.
Единственный населённый пункт в бассейне реки — деревня Восход (в верховьях). В нижнем течении на реке расположен хутор Медовый (частное подсобное хозяйство, не является населённым пунктом).
В верхнем течении реку пересекает автодорога Бирск — Месягутово.

## Данные водного реестра
По данным государственного водного реестра России относится к Камскому бассейновому округу, водохозяйственный участок реки — Белая от города Бирск и до устья, речной подбассейн реки — Белая. Речной бассейн реки — Кама.
Код объекта в государственном водном реестре — 10010201612111100025452.